# Dmitri Aleksandrovich Bogayev
Bản mẫu:Eastern Slavic name
Dmitri Aleksandrovich Bogayev (tiếng Nga: Дмитрий Александрович Богаев; sinh ngày 24 tháng 1 năm 1994) là một cầu thủ bóng đá người Nga. Anh chơi ở vị trí hậu vệ phải hay tiền vệ phải cho F.K. Zenit Sankt Peterburg.

## Sự nghiệp câu lạc bộ
Anh ra mắt chuyên nghiệp tại Giải bóng đá chuyên nghiệp quốc gia Nga cho F.K. Zenit-2 Sankt Peterburg vào ngày 15 tháng 7 năm 2013 trong trận đấu với F.K. Tosno.
Anh có màn ra mắt cho đội một của F.K. Zenit Sankt Peterburg vào ngày 9 tháng 12 năm 2015 tại trận đấu Vòng bảng UEFA Champions League 2015–16 trước K.A.A. Gent.
Anh ra mắt tại Giải bóng đá ngoại hạng Nga cho Zenit vào ngày 28 tháng 4 năm 2016 trong trận đấu với F.K. Kuban Krasnodar.
Anh rời Zenit vào ngày 5 tháng 7 năm 2016.
Vào ngày 15 tháng 6 năm 2017, sau một mùa giải cùng với F.K. Tosno, anh trở lại Zenit, ký hợp đồng 3 năm.
Vào ngày 6 tháng 2 năm 2018, anh gia nhập FC SKA-Khabarovsk theo dạng cho mượn đến hết mùa giải 2017–18.

## Thống kê sự nghiệp

### Câu lạc bộ
Tính đến 11 tháng 12 năm 2017
| Câu lạc bộ             | Mùa giải             | Giải vô địch                | Giải vô địch | Giải vô địch | Cúp     | Cúp       | Châu lục | Châu lục  | Tổng cộng | Tổng cộng |
| Câu lạc bộ             | Mùa giải             | Hạng đấu                    | Số trận      | Bàn thắng    | Số trận | Bàn thắng | Số trận  | Bàn thắng | Số trận   | Bàn thắng |
| ---------------------- | -------------------- | --------------------------- | ------------ | ------------ | ------- | --------- | -------- | --------- | --------- | --------- |
| Zenit St. Petersburg   | 2011–12              | Giải bóng đá ngoại hạng Nga | 0            | 0            | 0       | 0         | 0        | 0         | 0         | 0         |
| Zenit St. Petersburg   | 2012–13              | Giải bóng đá ngoại hạng Nga | 0            | 0            | 0       | 0         | 0        | 0         | 0         | 0         |
| Zenit St. Petersburg   | 2013–14              | Giải bóng đá ngoại hạng Nga | 0            | 0            | 0       | 0         | 0        | 0         | 0         | 0         |
| Zenit St. Petersburg   | 2014–15              | Giải bóng đá ngoại hạng Nga | 0            | 0            | 0       | 0         | 0        | 0         | 0         | 0         |
| Zenit St. Petersburg   | 2015–16              | Giải bóng đá ngoại hạng Nga | 5            | 0            | 1       | 0         | 1        | 0         | 7         | 0         |
| Zenit-2 St. Petersburg | 2013–14              | PFL                         | 29           | 1            | –       | –         | –        | –         | 29        | 1         |
| Zenit-2 St. Petersburg | 2014–15              | PFL                         | 29           | 5            | –       | –         | –        | –         | 29        | 5         |
| Zenit-2 St. Petersburg | 2015–16              | FNL                         | 31           | 5            | –       | –         | –        | –         | 31        | 5         |
| FK Palanga             | 2016                 | I Lyga                      | 4            | 0            | 1       | 0         | –        | –         | 5         | 0         |
| F.K. Tosno             | 2016–17              | FNL                         | 24           | 0            | 4       | 0         | –        | –         | 28        | 0         |
| Zenit St. Petersburg   | 2017–18              | Giải bóng đá ngoại hạng Nga | 0            | 0            | 0       | 0         | 0        | 0         | 0         | 0         |
| Zenit St. Petersburg   | Tổng cộng (2 spells) | Tổng cộng (2 spells)        | 5            | 0            | 1       | 0         | 1        | 0         | 7         | 0         |
| Zenit-2 St. Petersburg | 2017–18              | FNL                         | 9            | 1            | –       | –         | –        | –         | 9         | 1         |
| Zenit-2 St. Petersburg | Tổng cộng (2 spells) | Tổng cộng (2 spells)        | 98           | 12           | 0       | 0         | 0        | 0         | 98        | 12        |
| Tổng cộng sự nghiệp    | Tổng cộng sự nghiệp  | Tổng cộng sự nghiệp         | 131          | 12           | 6       | 0         | 1        | 0         | 138       | 12        |